# 贋作『坊っちゃん』殺人事件
『贋作『坊っちゃん』殺人事件』（がんさく『ぼっちゃん』さつじんじけん）は、柳広司の小説である。2001年10月、朝日新聞社から出版された。夏目漱石の『坊っちゃん』の登場人物と文体を借りて、ストーリーを別の推理小説的な物語にしてしまう試みがなされている。2001年、朝日新人文学賞を受賞した。

## あらすじ
坊っちゃんが四国から帰って、街鉄の技手として働いていたが、街で3年ぶりに山嵐に出会う。山嵐から赤シャツが自殺したと報じられていることを知らされ、赤シャツの死の真相を確かめるための四国行きに誘われる。四国に渡ると、赤シャツは無人のターナー島へ女性とわたり、島の松に紐をかけて首を吊っているところを発見され、「告別!されど永久の告別にはあらず。彼らは精神を殺す能わず。」の遺書も残されていたことを知らされる。野だいこは癲狂院に入院し、不気味な絵を描き続けていた。坊っちゃんが赤シャツの死の真相を追究すると、無政府主義者の陰謀や別の組織との暗闘が明るみにだされ、教師時代の坊っちゃんに起きた出来事のいくつかが別の意味を持っていたことがあきらかにされる。

## 書誌情報
- 「贋作『坊っちゃん』殺人事件」 朝日新聞社（2001年9月）　ISBN 4022576707
- 「贋作『坊っちゃん』殺人事件」 集英社文庫（2005年3月17日） ISBN 4087478033
- 「贋作『坊っちゃん』殺人事件」 角川文庫（2010年11月25日） ISBN 4043829051